# Коссетаны

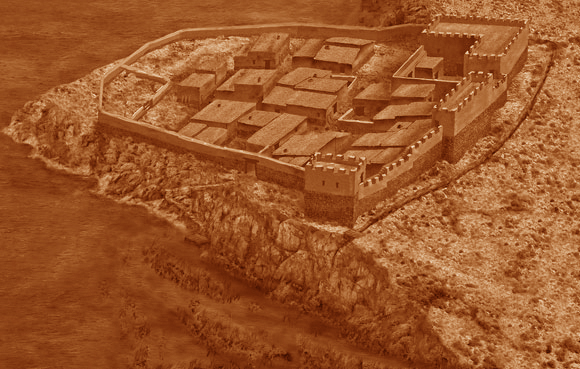
Ciudadela iberica de Calafell — Cossetania (Tarragona)

Коссетаны (лат. Cossetani) — народ предположительно иберского происхождения. Обитал в доримский период на территории Кампо-де-Таррагона (es:Campo de Tarragona) — исторического региона Каталонии. Его территория достигала возвышенности Балагер на юге, горного массива Гарраф на севере, Сьерра-де-Архентера и гор Прадес на западе и Сьерра-де-ла-Льякуна и де Пучфред на северо-западе. Достоверно неизвестно, имели ли они долгосрочные поселения, населённые круглогодично, на территории Конка-де-Барбера и Пенедес.
Главным их городом был Кессе (Цессе, лат. Cesse), где чеканились медные «ассы из Цессы» с названием города. Также встречаются драхмы с надписью tarakonsalis. То ли это означало существование двух различных монетных дворов, то ли двух различных названий города. Если древний город Цессе не соответствовал современной Таррагоне, возможно, имелся в виду Торнабоус, расположенный на юге современной комарки.
Клавдий Птолемей упоминает среди коссетанских городов «Субур», под которым, возможно, имелся в виду либо Адарро на территории Виланова-и-ла-Желтру, или другое иберское поселение на территории Сиджес.
Среди других поселений, предположительно коссетанских, известны Олеаструм (вероятно, Оспиталет-дель-Инфанте, es:Hospitalet del Infante), Фондо-ден-Роч (es:Fondo d'en Roig на территории города Кунит), Палфуриана (вероятно, нынешний Вендрель), а также, несомненно, Калафель, где обнаружен важный археологический памятник Alorda park — небольшой иберский город, в ходе изучения которого широко применялись методы экспериментальной археологии, и Олердола. Оба последних были укреплёнными поселениями.
Римляне называли их территорию Коссетания.